# Telegramkrisen
Telegramkrisen var en diplomatisk krise mellem Danmark og Tyskland i oktober-november 1942 under den tyske besættelse af Danmark. 
Krisen udløstes af ordlyden af et telegram, som kong Christian 10. sendte til den tyske fører og rigskansler Adolf Hitler som tak for dennes lykønskning i anledning af kongens fødselsdag den 26. september 1942. Kongen benyttede i sit svar til Hitler som til alle andre formlen "Udtaler min bedste tak. Christian Rex" (tysk: Spreche meinen besten Dank aus). Dette opfattede Hitler som fornærmende kortfattet, hvorfor den tyske gesandt og befuldmægtigede i Danmark, Cecil von Renthe-Fink, blev hjemkaldt og den danske gesandt i Berlin ligeledes fik besked på at rejse hjem.
Forsøg på at formilde Hitler, bl.a. ved at foreslå, at kronprinsen, den senere kong Frederik 9., skulle rejse til Berlin og undskylde over for Hitler personligt, blev afslået. I begyndelsen af november 1942 kom en ny tysk gesandt og rigsbefuldmægtiget til Danmark, nazisten og SS-manden Werner Best. Samtidig blev også den øverstbefalende for de tyske styrker i Danmark, generalløjtnant Erich Lüdke, erstattet med den mere hårdhændede general Hermann von Hanneken. Efter tysk krav blev den danske regering omdannet, idet den hidtidige statsminister Vilhelm Buhl og hans regering blev afløst af en ny regering under udenrigsminister Erik Scavenius. Man undgik dog at skulle acceptere et tysk krav om, at der skulle indgå nazister i regeringen. 
Baggrunden for krisen var ikke blot det famøse telegram, men også en stigende utilfredshed i den tyske ledelse – og især hos Hitler – med forholdene i Danmark, hvor modstandsbevægelsen så småt var ved at gøre sig gældende.